# 藤ヶ丸山
藤ヶ丸山（ふじがまるやま）は広島県広島市に位置する山。山頂に東区と安芸区の区境が通る。標高は665.4 m。山麓には広島市森林公園がある。
登山路の周辺にはイロハモミジやドウダンツツジなどが植えられており、天然林は少ない。

## 周辺の山
- 呉娑々宇山（ごさそうざん、681.8 m）
- 鷹の条山（437.8 m）
- 三本木山（486.3 m）